# Jenny Kropp
Jenny Ann Kropp (* 17. Juni 1979 in Grand Island, Nebraska) ist eine US-amerikanische Volleyball- und  Beachvolleyballspielerin.

## Karriere Hallen-Volleyball
Kropp spielte von 1998 bis 2001 an der University of Nebraska-Lincoln bei den Nebraska Cornhuskers. Von 2002 bis 2003 war die Mittelblockerin in Puerto Rico bei Vaqueras de Bayamón aktiv.

## Karriere Beachvolleyball
2006 begann Kropp mit dem Beachvolleyball. Sie spielte 2007 auf der nationalen AVP-Tour mit Jenny Pavley und 2008 mit Nancy Reynolds. 2009 spielte Kropp an der Seite der Olympioniken Holly McPeak und Barbra Fontana sowie auf FIVB World Tour in Phuket mit Brittany Hochevar. 2010 begann die langjährige Partnerschaft mit Whitney Pavlik. Kropp/Pavlik waren 2011 und 2012 eines der erfolgreichsten Teams der AVP-Tour. Ihren bislang einzigen Auftritt bei einem Grand Slam Turnier hatte Kropp 2012 in Gstaad an der Seite von Nicole Branagh.